# Serie A2 2021-2022 (pallacanestro femminile)
Il campionato di Serie A2 di pallacanestro femminile 2021-2022 è stato il quarantaduesimo organizzato in Italia.

## Stagione

### Novità
Dalla Serie A1 sono retrocesse Vigarano e PB63 Battipaglia; viceversa le promosse in A1 sono state Libertas Moncalieri e Faenza B. Project.
Le retrocesse in Serie B sono state Lupe San Martino, Virtus Cagliari, Edelweiss Albino e Jolly Livorno, sostituite dalle seguenti promosse dalla categoria inferiore: Blue Lizard Capri, Torino Teen, Thunder Matelica e Amatori Savona.
Rinuncia alla categoria il Basket Sarcedo, sostituita dalla NP Treviso a cui ha ceduto il titolo sportivo.

### Formula
Secondo le Disposizioni Organizzative Annuali, le 28 squadre partecipanti sono suddivise in due gironi da 14 squadre rispettivamente su base geografica. Viene disputata una stagione regolare con incontri di andata e ritorno.
Al termine della Prima Fase le prime 8 squadre di ogni girone sono ammesse ai Play Off promozione, dai quali vengono promosse due squadre in Serie A1. Ogni turno di Play Off si disputa al meglio delle tre gare: la prima e l'eventuale terza in casa della squadra con la migliore classifica, la seconda gara in casa della squadra con la peggiore classifica.
Le quattro squadre classificate dal 10º al 13º posto di ogni girone sono ammesse ai Play Out – al meglio delle tre gare – che decretano due retrocessioni in Serie B.
Le squadre classificate al 14º posto di ogni girone retrocedono direttamente in Serie B.

## Partecipanti
Girone Nord:
- Alpo Basket
- B.C. Bolzano
- Pall. Bolzano
- Brixia Basket
- Basket Carugate
- BCC Derthona Bk.
- B.T. Crema
- Sanga Milano
- Ponzano
- San Giorgio MN
- Torino Teen
- NP Treviso
- Libertas SBS Udine
- Vicenza

Girone Sud:
- PB63 Battipaglia
- CUS Cagliari
- BLB Capri
- FeBa Civ. Marche
- P.F. Firenze
- Thunder Matelica
- Alma Patti
- Nico BF
- Pol. A.Galli
- Amatori Savona
- S. Salv. Selargius
- Cest. Spezzina
- Umbertide
- Vigarano

## Stagione regolare
Si è disputata tra il 9 ottobre 2021 e il 23 aprile 2022.

### Girone Nord

#### Classifica
|  | Pos. | Squadra                              | Pt | G  | V  | P  | PtF  | PtS  | Diff. |
|  | ---- | ------------------------------------ | -- | -- | -- | -- | ---- | ---- | ----- |
|  | 1.   | Parking Graf Crema                   | 52 | 26 | 26 | 0  | 2130 | 1426 | +704  |
|  | 2.   | Delser Crich Udine                   | 44 | 26 | 22 | 4  | 1783 | 1504 | +279  |
|  | 3.   | RMB Brixia Basket                    | 40 | 26 | 20 | 6  | 1767 | 1581 | +186  |
|  | 4.   | Il Ponte Casa d'Aste Milano          | 38 | 26 | 19 | 7  | 1789 | 1481 | +308  |
|  | 5.   | MEP Pellegrini Alpo                  | 34 | 26 | 17 | 9  | 1716 | 1575 | +141  |
|  | 6.   | Autosped Castelnuovo Scrivia         | 34 | 26 | 17 | 9  | 1665 | 1487 | +178  |
|  | 7.   | Schiavon Ponzano                     | 22 | 26 | 11 | 15 | 1507 | 1727 | -220  |
|  | 8.   | San Giorgio MantovAgricoltura        | 22 | 26 | 11 | 15 | 1549 | 1612 | -63   |
|  | 9.   | Blackiron-rentpoint.it Carugate      | 20 | 26 | 10 | 16 | 1588 | 1786 | -198  |
|  | 10.  | Acciaierie Valbruna Bolzano          | 18 | 26 | 9  | 17 | 1547 | 1701 | -154  |
|  | 11.  | Alperia BC Bolzano                   | 14 | 26 | 7  | 19 | 1482 | 1656 | -174  |
|  | 12.  | Podolife Nuova Pallacanestro Treviso | 14 | 26 | 7  | 19 | 1458 | 1679 | -221  |
|  | 13.  | AS Vicenza                           | 8  | 26 | 4  | 22 | 1567 | 1810 | -243  |
|  | 14.  | Torino Teen Basket                   | 4  | 26 | 2  | 24 | 1306 | 1829 | -523  |

Legenda:
  Promossa dopo i play-off in Serie A1 2022-2023.
      Ammesse ai play-off promozione.
      Ammesse ai play-out.
  Ammesse ai play-off o ai play-out.
  Retrocessa dopo i play-out in Serie B 2022-2023.
      Retrocessa direttamente in Serie B.
Regolamento:
Due punti a vittoria, zero a sconfitta.
In caso di parità di punteggio, contano gli scontri diretti e la classifica avulsa.

#### Risultati
|                     | ALP    | BBZ   | PBZ   | BRI   | CAR   | CAS   | CRE   | PON   | SGM   | SMI   | TTB   | NPT   | UDI   | VIC   |
| ------------------- | ------ | ----- | ----- | ----- | ----- | ----- | ----- | ----- | ----- | ----- | ----- | ----- | ----- | ----- |
| Alpo                |        | 70–63 | 72–56 | 57–75 | 71–49 | 75–51 | 64–69 | 81–45 | 57–67 | 53–65 | 79–58 | 55–54 | 80–84 | 73–53 |
| BC Bolzano          | 53–66  |       | 55–70 | 60–63 | 64–73 | 49–56 | 64–82 | 55–62 | 50–60 | 52–60 | 66–40 | 61–57 | 66–82 | 68–58 |
| Pall. Bolzano       | 56–62  | 53–72 |       | 59–83 | 51–66 | 59–63 | 52–75 | 56–61 | 60–55 | 51–66 | 81–66 | 39–36 | 53–59 | 63–58 |
| Brixia              | 71–44  | 68–48 | 72–58 |       | 81–59 | 75–73 | 75–81 | 83–61 | 69–61 | 47–60 | 20–0  | 60–32 | 69–55 | 73–66 |
| Carugate            | 52–70  | 54–72 | 68–85 | 71–75 |       | 58–61 | 53–84 | 69–67 | 53–65 | 55–77 | 66–53 | 69–67 | 58–75 | 82–67 |
| Castelnuovo Scrivia | 53–48  | 53–43 | 72–50 | 71–44 | 70–74 |       | 44–75 | 57–41 | 62–47 | 66–56 | 70–44 | 76–45 | 69–74 | 87–62 |
| Crema               | 105–65 | 85–48 | 84–60 | 93–41 | 85–50 | 75–57 |       | 88–59 | 82–52 | 63–57 | 91–37 | 83–49 | 78–60 | 74–58 |
| Pall. Ponzano       | 48–57  | 64–47 | 63–56 | 59–83 | 73–61 | 40–87 | 49–76 |       | 78–63 | 48–71 | 55–53 | 73–79 | 44–79 | 78–61 |
| San Giorgio Mantova | 43–63  | 56–42 | 80–84 | 62–76 | 45–52 | 51–65 | 52–79 | 62–65 |       | 74–72 | 66–38 | 50–45 | 57–65 | 75–67 |
| Sanga Milano        | 75–81  | 75–56 | 63–44 | 77–73 | 58–50 | 62–53 | 83–87 | 76–44 | 64–48 |       | 99–42 | 68–48 | 61–70 | 74–68 |
| Torino Teen         | 70–81  | 50–35 | 47–63 | 59–90 | 59–72 | 44–59 | 45–95 | 62–47 | 58–68 | 55–87 |       | 44–75 | 57–91 | 68–75 |
| N.P. Treviso        | 52–57  | 51–68 | 78–76 | 54–59 | 77–59 | 61–76 | 54–93 | 72–73 | 62–54 | 38–56 | 66–51 |       | 47–69 | 45–76 |
| Udine               | 61–56  | 84–57 | 62–35 | 86–61 | 83–51 | 60–52 | 57–67 | 53–49 | 53–79 | 66–61 | 59–37 | 75–50 |       | 61–53 |
| Vicenza             | 47–79  | 64–68 | 63–77 | 75–81 | 51–64 | 75–62 | 41–81 | 40–61 | 51–57 | 49–66 | 73–69 | 59–64 | 57–60 |       |

### Girone Sud

#### Classifica
|  | Pos. | Squadra                             | Pt | G  | V  | P  | PtF  | PtS  | Diff. | Q.   |
|  | ---- | ----------------------------------- | -- | -- | -- | -- | ---- | ---- | ----- | ---- |
|  | 1.   | Bruschi Bk San Giovanni Valdarno    | 46 | 26 | 23 | 3  | 1818 | 1433 | +385  | 0.88 |
|  | 2.   | Cestistica Spezzina                 | 40 | 25 | 20 | 5  | 1748 | 1482 | +266  | 0.80 |
|  | 3.   | La Bottega del Tartufo Umbertide    | 32 | 26 | 16 | 10 | 1753 | 1588 | +165  | 0.62 |
|  | 4.   | Il Palagiaccio Firenze              | 32 | 26 | 16 | 10 | 1595 | 1486 | +109  | 0.62 |
|  | 5.   | Pallacanestro Vigarano              | 30 | 26 | 15 | 11 | 1716 | 1718 | -2    | 0.58 |
|  | 6.   | Techfind San Salvatore Selargius    | 24 | 24 | 12 | 12 | 1519 | 1476 | +43   | 0.50 |
|  | 7.   | Alma Basket Patti                   | 26 | 26 | 13 | 13 | 1878 | 1900 | -22   | 0.50 |
|  | 8.   | CUS Cagliari                        | 24 | 26 | 12 | 14 | 1407 | 1459 | -52   | 0.46 |
|  | 9.   | Halley Thunder Matelica             | 24 | 26 | 12 | 14 | 1566 | 1541 | +25   | 0.46 |
|  | 10.  | O.ME.P.S. Afora Givova Battipaglia  | 24 | 26 | 12 | 14 | 1455 | 1524 | -69   | 0.46 |
|  | 11.  | Amatori Savona                      | 20 | 26 | 10 | 16 | 1521 | 1718 | -197  | 0.38 |
|  | 12.  | Blue Lizard Basket Capri            | 16 | 26 | 8  | 18 | 1633 | 1743 | -110  | 0.31 |
|  | 13.  | Giorgio Tesi Group Ponte Buggianese | 12 | 26 | 6  | 20 | 1531 | 1820 | -289  | 0.23 |
|  | 14.  | Fe.Ba Civitanova Marche             | 10 | 25 | 5  | 20 | 1415 | 1667 | -252  | 0.20 |

Legenda:
  Promossa dopo i play-off in Serie A1 2022-2023.
      Ammesse ai play-off promozione.
      Ammesse ai play-out.
  Ammesse ai play-off o ai play-out.
  Retrocessa dopo i play-out in Serie B 2022-2023.
      Retrocessa direttamente in Serie B.
Regolamento:
Due punti a vittoria, zero a sconfitta.
In caso di parità di punteggio, contano gli scontri diretti e la classifica avulsa.
Secondo le NOIF, alla data del 23 aprile 2022 la fase regolare dovrà terminare, quindi verrà stilata una classifica per i play-off e i play-out basandosi sul quoziente tra vittorie e gare disputate.

#### Risultati
|                  | BAT   | CAG   | CAP   | CIV   | PGA   | CSP   | NIC   | PFF   | PAT   | SSA   | ASV   | THM   | UMB   | VIG   |
| ---------------- | ----- | ----- | ----- | ----- | ----- | ----- | ----- | ----- | ----- | ----- | ----- | ----- | ----- | ----- |
| Battipaglia      |       | 37–34 | 56–79 | 54–59 | 43–49 | 54–52 | 73–48 | 40–63 | 76–75 | 49–55 | 66–57 | 68–57 | 68–62 | 63–47 |
| CUS Cagliari     | 56–50 |       | 60–54 | 58–50 | 48–58 | 49–78 | 60–44 | 51–43 | 59–69 | 58–75 | 65–49 | 20–0  | 46–53 | 53–48 |
| BLB Capri        | 51–66 | 64–69 |       | 86–63 | 51–60 | 64–76 | 59–66 | 52–55 | 81–82 | 62–58 | 64–75 | 57–79 | 68–70 | 61–66 |
| Civitanova       | 57–63 | 48–52 | 64–62 |       | 44–65 | 52–82 | 77–70 | 58–62 | 65–60 | 47–84 | 57–52 | 51–59 | 55–71 | 72–76 |
| Pol. Galli       | 61–40 | 78–52 | 67–70 | 68–46 |       | 77–63 | 70–55 | 84–62 | 97–63 | 74–58 | 63–36 | 78–62 | 62–55 | 76–62 |
| La Spezia        | 53–49 | 67–51 | 75–57 | 66–49 | 67–57 |       | 81–52 | 59–53 | 86–58 | -     | 62–61 | 54–49 | 66–54 | 80–59 |
| Nico PT          | 72–66 | 54–67 | 63–73 | 60–53 | 30–73 | 62–77 |       | 55–60 | 85–72 | 47–68 | 58–63 | 42–71 | 78–72 | 77–90 |
| PF Firenze       | 66–45 | 55–49 | 48–55 | 68–46 | 72–65 | 58–72 | 67–42 |       | 82–64 | 50–43 | 74–52 | 72–45 | 55–62 | 68–60 |
| Patti            | 69–62 | 72–61 | 69–59 | 83–77 | 70–77 | 75–88 | 84–65 | 61–65 |       | 94–85 | 60–62 | 60–53 | 59–57 | 73–59 |
| San Salvatore    | 47–50 | 59–51 | 59–67 | -     | 64–71 | 77–63 | 62–56 | 50–47 | 87–77 |       | 78–47 | 54–62 | 70–63 | 60–71 |
| Amatori Savona   | 54–67 | 61–59 | 62–84 | 65–58 | 46–73 | 58–80 | 49–56 | 68–59 | 67–89 | 78–63 |       | 68–56 | 60–55 | 68–62 |
| Thunder Matelica | 64–41 | 60–55 | 73–56 | 54–51 | 64–66 | 53–59 | 71–59 | 77–67 | 94–91 | 56–61 | 64–49 |       | 49–56 | 73–76 |
| Umbertide        | 77–56 | 78–62 | 77–46 | 76–55 | 59–61 | 82–79 | 90–69 | 59–60 | 76–67 | 67–54 | 77–48 | 69–67 |       | 80–62 |
| Vigarano         | 60–53 | 55–62 | 85–51 | 71–61 | 51–88 | 72–63 | 72–66 | 72–64 | 75–82 | 69–48 | 69–66 | 61–54 | 66–56 |       |

## Seconda fase

### Play Off

#### Quarti di finale
Le gare si sono disputate dal 30 aprile all'8 maggio 2022.
| Squadra 1                        | Totale | Squadra 2                        | Gara 1  | Gara 2  | Gara 3  |
| -------------------------------- | ------ | -------------------------------- | ------- | ------- | ------- |
| Girone Nord                      |        |                                  |         |         |         |
| Parking Graf Crema               | 2 - 0  | San Giorgio MantovAgricoltura    | 95 - 66 | 61 - 43 | -       |
| Il Ponte Casa d'Aste Milano      | 2 - 0  | Drain by Ecodem Alpo             | 63 - 52 | 73 - 60 | -       |
| Delser Crich Udine               | 2 - 1  | Schiavon Ponzano                 | 67 - 76 | 71 - 60 | 70 - 58 |
| RMB Brixia Basket                | 0 - 2  | Autosped Castelnuovo Scrivia     | 54 - 64 | 64 - 68 | -       |
| Girone Sud                       |        |                                  |         |         |         |
| Bruschi Bk San Giovanni Valdarno | 2 - 0  | CUS Cagliari                     | 49 - 46 | 63 - 43 | -       |
| Il Palagiaccio Firenze           | 0 - 2  | Pallacanestro Vigarano           | 73 - 74 | 57 - 82 | -       |
| Crédit Agricole La Spezia        | 0 - 2  | Alma Basket Patti                | 75 - 77 | 78 - 88 | -       |
| La Bottega del Tartufo Umbertide | 2 - 0  | Techfind San Salvatore Selargius | 54 - 43 | 75 - 66 | -       |

#### Semifinali
Le gare si sono disputate dal 14 al 22 maggio 2022.
| Squadra 1                        | Totale | Squadra 2                    | Gara 1  | Gara 2  | Gara 3  |
| -------------------------------- | ------ | ---------------------------- | ------- | ------- | ------- |
| Girone Nord                      |        |                              |         |         |         |
| Parking Graf Crema               | 2 - 1  | Il Ponte Casa d'Aste Milano  | 64 - 81 | 70 - 61 | 87 - 56 |
| Delser Crich Udine               | 2 - 0  | Autosped Castelnuovo Scrivia | 75 - 66 | 55 - 50 | -       |
| Girone Sud                       |        |                              |         |         |         |
| Bruschi Bk San Giovanni Valdarno | 2 - 0  | Pallacanestro Vigarano       | 65 - 49 | 72 - 58 | -       |
| La Bottega del Tartufo Umbertide | 2 - 1  | Alma Basket Patti            | 82 - 65 | 66 - 76 | 68 - 63 |

#### Finali
Le gare si sono disputate dal 28 maggio al 1º giugno 2022.
| Squadra 1                        | Totale | Squadra 2                        | Gara 1  | Gara 2  | Gara 3 |
| -------------------------------- | ------ | -------------------------------- | ------- | ------- | ------ |
| Girone Nord                      |        |                                  |         |         |        |
| Parking Graf Crema               | 2 - 0  | Delser Crich Udine               | 97 - 68 | 77 - 64 | -      |
| Girone Sud                       |        |                                  |         |         |        |
| Bruschi Bk San Giovanni Valdarno | 2 - 0  | La Bottega del Tartufo Umbertide | 65 - 62 | 66 - 59 | -      |

### Play Out

#### Semifinali
Le gare si sono disputate dal 7 al 15 maggio 2022.
| Squadra 1                          | Totale | Squadra 2                            | Gara 1  | Gara 2  | Gara 3  |
| ---------------------------------- | ------ | ------------------------------------ | ------- | ------- | ------- |
| Girone Nord                        |        |                                      |         |         |         |
| Acciaierie Valbruna Bolzano        | 2 - 1  | AS Vicenza                           | 70 - 61 | 58 - 71 | 62 - 52 |
| Alperia BC Bolzano                 | 2 - 1  | Podolife Nuova Pallacanestro Treviso | 77 - 43 | 58 - 70 | 76 - 54 |
| Girone Sud                         |        |                                      |         |         |         |
| O.ME.P.S. Afora Givova Battipaglia | 2 - 1  | Giorgio Tesi Group Ponte Buggianese  | 64 - 47 | 54 - 57 | 57 - 45 |
| Amatori Savona                     | 1 - 2  | Blue Lizard Basket Capri             | 59 - 79 | 58 - 49 | 89 - 92 |

#### Finali
Le gare si sono disputate dal 21 maggio al 3 giugno 2022.
| Squadra 1                            | Totale | Squadra 2                           | Gara 1  | Gara 2  | Gara 3  |
| ------------------------------------ | ------ | ----------------------------------- | ------- | ------- | ------- |
| Girone Nord                          |        |                                     |         |         |         |
| Podolife Nuova Pallacanestro Treviso | 2 - 1  | AS Vicenza                          | 48 - 59 | 52 - 45 | 54 - 53 |
| Girone Sud                           |        |                                     |         |         |         |
| Amatori Savona                       | 2 - 1  | Giorgio Tesi Group Ponte Buggianese | 66 - 60 | 46 - 56 | 58 - 53 |

## Verdetti
- Promosse in Serie A1: Parking Graf Crema, Bruschi Bk San Giovanni Valdarno
- Retrocesse in Serie B: Torino Teen Basket, Fe.Ba Civitanova Marche e dopo i play-out AS Vicenza, Giorgio Tesi Group Ponte Buggianese
- Vincitrice Coppa Italia di Serie A2: Parking Graf Crema.